# Manuel de Góngora y Martínez
Manuel de Góngora y Martínez (Tabernas, Almería, 13 de enero de 1822 - Madrid, 10 de abril de 1884) fue un arqueólogo español. 

## Biografía

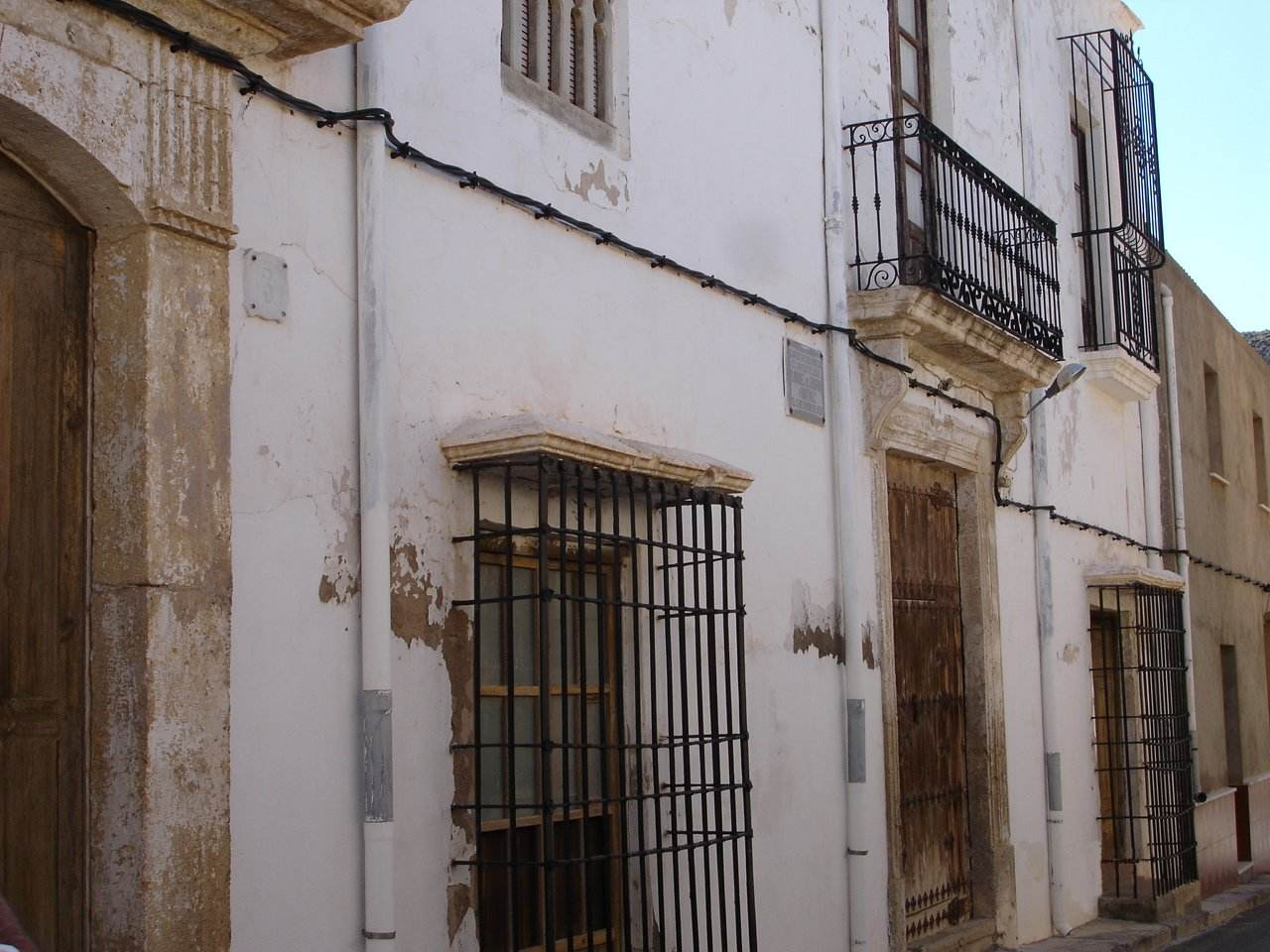
Fachada de la Casa de Tabernas donde nació Manuel de Góngora y Martínez.

Fue licenciado en derecho por la Universidad de Granada donde ejerció como tal. En 1868 descubrió la Cueva de los Letreros, situada en la Sierra de Maimón Grande de Vélez-Blanco, donde además de pinturas rupestres se encontró el Indalo. Fue decano de la facultad de Filosofía y Letras de la Universidad de Granada, siendo catedrático de Historia Universal. En 1866 fue elegido miembro asociado de los Institutos Arqueológicos de Roma, Berlín y París. Fue también inspector de antigüedades. Perteneció a la Academia Sevillana de Buenas Letras y a la Real Academia de Bellas Artes de Nuestra Señora de las Angustias de Granada. A partir del año 1875 su vida transcurre en Granada y Baza donde su familia poseía la finca "La Colonia", hasta que se va a Madrid, donde fallece en 1884.
Perteneció al Consejo de la Academia y Corte de Cristo fundada por el canónigo del Sacromonte José Gras y Granollers.

## Obras
- Antigüedades prehistóricas de Andalucía (1868)
- Viaje literario por las provincias de Granada y Jaén (1860)
- A la Hermanita Carmen y a las monjas del convento de Santa Catalina de Zafra de Granada (1873)
- Lecciones de historia universal (1878)
- Lecciones de historia universal y particular de España (1878)
- Monumentos del antiguo Reino de Granada (1870)
- Memoria sobre la cueva de los Murciélagos
- Nociones de historia universal (1882)
- Nociones de Historia Universal y de España (1882)